# Hyposidra leptosoma
Hyposidra leptosoma là một loài bướm đêm trong họ Geometridae.